# Elecciones al Senado de los Estados Unidos de 2010 en Massachusetts
Las elecciones especiales al Senado de los Estados Unidos en Massachusetts de 2010 fueron unas elecciones especiales que se hicieron el 19 de enero de 2010 para escoger al Senador por Massachusetts. Las elecciones se hicieron para poder ocupar el escaño faltante para el resto del término, terminando el 3 de enero de 2013, en la cual el Republicano Scott Brown ganó las elecciones.